# 高宮右京亮
高宮 右京亮（たかみや うきょうのすけ）は、戦国時代の武将。浅井氏、織田氏の家臣。近江国高宮城主。

## 生涯
高宮氏は犬上郡高宮の豪族。初め浅井氏の家臣。
元亀元年（1570年）6月、姉川の戦い直後の佐和山城攻めの前後で織田信長の家臣となったと考えられている。
同年9月、野田・福島の戦いにおいて、川口の砦に入れ置かれている。しかし、本願寺方に内通して一揆を蜂起させた上、戦の最中に本願寺に駆け込んだという。
同年12月には、織田方の久徳左近兵衛尉を攻撃するが、撃退されている。元亀2年（1571年）1月、信長は左近兵衛尉に対し、今春早々には高宮氏を退治すると伝えている。
その後は再び織田氏に降った様だが、9月21日、河尻秀隆と丹羽長秀に佐和山城に呼び出されて一族郎党と共に誅殺された。最期は危険を察知して先手を打って切って出たが、造作もなく成敗されたという。
生き残った高宮一族は浅井方に戻った。